# The Best of Leonard Cohen
The Best of Leonard Cohen es un álbum recopilatorio de Leonard Cohen lanzado en 1975.
Recoge los mejores temas de sus primeros 4 álbumes de estudio. Además, en el libreto hay comentarios de Cohen sobre las canciones. En algunos países se conoce también como Greatest Hits. Este título alternativo se usó para el lanzamiento del vinilo original y para las reediciones en CD de 1980 en adelante.
La fotografía de la portada está tomada en una habitación de hotel de Montreal, en 1968.

## Temas
1. "Suzanne" – 3:50 (de Songs of Leonard Cohen)
2. "Sisters of Mercy" – 3:36 (de Songs of Leonard Cohen)
3. "So Long, Marianne" – 5:40 (de Songs of Leonard Cohen)
4. "Bird on the Wire" – 3:27 (de Songs from a Room)
5. "Lady Midnight" – 2:58 (de Songs from a Room)
6. "The Partisan" – 3:25 (de Songs from a Room)
7. "Hey, That's No Way to Say Goodbye" – 2:57 (de Songs of Leonard Cohen)
8. "Famous Blue Raincoat" – 5:09 (de Songs of Love and Hate)
9. "Last Year's Man" – 5:59 (de Songs of Love and Hate)
10. "Chelsea Hotel #2" – 3:07 (de New Skin for the Old Ceremony)
11. "Who by Fire" – 2:32 (de New Skin for the Old Ceremony)
12. "Take This Longing" – 4:05 (de New Skin for the Old Ceremony)